# Тихое местечко за городом
«Тихое местечко за городом» (итал. Un tranquillo posto di campagna) — кинофильм итальянского режиссёра Элио Петри, вышедший на экраны в 1968 году.
Фильм посвящён исследованию психики художника, который в условиях личного и творческого кризиса постепенно теряет рассудок. Фильм имеет заметные параллели с такими картинами, как «Фотоувеличение» (1966), «Создания» (1966), «Час волка» (1968) Ингмара Бергмана и несколько более поздним фильмом «Сияние» (1980). Для фильма Микеланджело Антониони «Фотоувеличение», который в 1967 году завоевал «Золотую пальмовую ветвь» Каннского кинофестиваля, сценарий также написал Тонино Гуэрра, а главную женскую роль исполнила Ванесса Редгрейв.
Психологически сложную роль мечущегося художника исполнил Франко Неро, до того прославившийся ролями крутого парня в спагетти-вестернах Серджио Корбуччи «Джанго» (1966), «Наёмник» (1968) и «Напарники» (1970). В 1970-е годы заметными работами Неро стали роль в фильме Луиса Бунюэля «Тристана» (1970), в политических криминальных триллерах Дамиано Дамиани и триллерах Энцо Г. Кастеллари, наиболее заметным среди которых был вестерн «Кеома» (1976). Ванесса Редгрейв к моменту съёмок в этом фильме уже дважды номинировалась на Оскар и получила две награды лучшей актрисы Каннского кинофестиваля за свои работы в фильмах «Морган. Подходящий случай для лечения» (1966) и «Айседора» (1968). Всего актриса номинировалась на Оскар пять раз и завоевала его однажды в 1978 году за роль второго плана в фильме «Джулия». В 1967 году Неро и Редгрейв, которые продолжительное время были парой, а в 2006 году официально оформили брак, вместе сыграли также в исторической драме «Камелот» (1967), а в 1999 году — в фильме общего сына Карло Габриэля Неро «Незваный гость».
Картины, которые по сюжету создаёт герой Неро, написал приглашённый Петри известный американский художник поп-арта Джим Дайн. В этих работах, заметно влияние ряда современных художников, особенно, Ива Кляйна.
В 1969 году фильм был включён в конкурсную программу Берлинского кинофестиваля.

## Сюжет
Фильм начинается со сцены ночного кошмара, который переживает успешный современный художник Леонардо Ферри (Франко Неро). Во сне ему представляется, что его подруга и менеджер Флавия (Ванесса Редгрейв) связала его и подвергает причудливым сексуальным пыткам. Придя в себя после сна, он видит ласкающую его полуобнажённую Флавию, при чём одна и та же сцена повторяется в его сознании несколько раз в слегка модифицированных вариантах.
В своей мастерской в шикарном модернистском доме в Милане Леонардо настраивается на работу, просматривая слайды со сценами войны, насилия и человеческого уродства, затем пытается писать. После чего садится на дорогой спортивный автомобиль и едет кататься, прямо на улице целует и ласкает встретившуюся молодую девушку, покупает в киоске стопку эротических журналов и отправляется за город. По дороге на Венецию Леонардо останавливается у одной из заброшенных вилл и как будто видит на её территории самого себя.
Леонардо вместе с Флавией отправляется на коктейль к богатому аристократу и меценату в один из его палаццо, где, как подразумевалось, он будет работать несколько месяцев. Однако прямо в разгар мероприятия Леонардо уезжает на автомобиле и возвращается к вилле, которую видел накануне. Она явно прельщает его как тихое место для работы. У местного привратника Аттилио (Жорж Жере) Леонардо узнаёт историю виллы: во время войны в ней жила 17-летняя дочь венецианской графини по имени Ванда (Габриэла Гримальди), которая погибла в 1944 году во время обстрела.
Леонардо возвращается к Флавии и уговаривает её приобрести виллу, она нехотя соглашается, хотя и не считает это удачным капиталовложением. Леонардо мгновенно приступает к восстановлению и ремонту дома, в чём ему помогает молодая, привлекательная служанка Эгле (Рита Кальдероне), формы которой он тщательно осматривает. Ночью Леонардо слышит в доме таинственные шумы, а однажды кто-то устраивает погром в его мастерской, разбрызгивая краску, разрывая холсты и круша подрамники. Леонардо бежит в служанке, чтобы выяснить, что происходит, но та спокойно спит со своим «младшим братиком».
Леонардо начинает подозревать, что в доме присутствует призрак, и даже как будто замечает его в образе прекрасной полуобнажённой незнакомки. Призрак проявляет повышенную агрессивность в отношении Флавии. Сначала под её ногами проваливается пол, а затем на неё падет шкаф, и лишь в последний момент ей удаётся отскочить в сторону. В испуге Флавия уезжает в город.
Леонардо очень взволнован историей о Ванде, он идёт в местное кафе и расспрашивает о ней постояльцев. Все люди в возрасте от 40 до 55 лет хорошо помнят её, поскольку она была близка практически со всеми мужчинами в деревне. Мужская часть населения просто боготворит её, считая необыкновенной красавицей, с которой общение было сплошным наслаждением, женщины же называют её шлюхой. Леонардо узнаёт, что особенно тесные отношения у неё были с местным мясником, несмотря на разницу их социального статуса. Он также узнаёт, что её мать до сих пор живёт в Венеции.
Мясник с удовольствием вспоминает об общении с Вандой, но ничего особенно ценного, кроме как о бесконечных занятиях сексом, вспомнить не может, кроме того, что одним из многочисленных любовников Ванды был Аттилио. Посещение матери также мало что даёт, потому что она явно безумна. Тем не менее, Леонардо перетряхивает её семейный архив и уносит с собой целую охапку фотографий Ванды. Рассматривая эти фотографии, он пытается использовать их при создании новой картины, однако призрак продолжает вмешиваться в его работу.
С помощью Аттилио Леонардо обнаруживает в доме одностороннее зеркало, сквозь которое можно было наблюдать за сексуальными играми, которыми занималась Ванда. Неожиданно Аттилио раскрывает подробности гибели Ванды. Однажды он заметил, как Ванда занимается любовью с немецким солдатом, и в порыве ревности убил его, а затем вместе с Вандой закопал его тело в саду. Затем Аттилио застрелил Ванду из пистолета. Рассказ Аттилио приводит к новым видениям у Леонардо, где он представляет себя участником боя того времени.
С помощью местного медиума Леонардо решает провести сеанс общения с призраком Ванды, приглашая на него всех жителей деревни, однако несмотря на трансцендентальный характер мероприятия, сопровождающегося мистическими образами, оно не даёт никакого результата. К этому времени Леонардо окончательно сходит с ума. После эксгумации тела немецкого солдата он как будто набрасывается на Флавию, душит её, расчленяет её тело и засовывает его в холодильник. Однако вскоре становится ясно, что это только плод его воображения. Флавия вполне здорова, но видя его неадекватное поведение, отправляет его в психиатрическую лечебницу. В больнице к Леонардо возвращается вдохновение, он создаёт одну работу за другой, которые санитар передаёт Флавии для продажи.

## В ролях
- Франко Неро — Леонардо Ферри
- Ванесса Редгрейв — Флавия
- Жорж Жере — Аттилио
- Габриэла Гримальди — Ванда
- Мадлен Дамиен — мать Ванды
- Рита Кальдерони — Эгле

## Критика
Кинокритик Деннис Шварц написал о фильме: «Понравится ли вам эта причудливая история с беспокойной атмосферой или нет, зависит от того, насколько вы полюбите потрясающую калейдоскопическую операторскую работу Луиджи Кувейллера и экстравагантную логику режиссёра, которую он вносит в балансирующий на грани разума творческий процесс. С моей точки зрения, фильм слегка претенциозен, хотя его завораживающие образы и пугают, и впечатляют».
Кинокритик Эд Уитфилд на сайте Whatculture.com назвал этот фильм «экзестенциальным хоррором, в котором составлявшие на тот момент пару в реальной жизни, Франко Неро и Ванесса Редгрейв ведут борьбу за беспокойную душу художника в исполнении Неро… Задуманный режиссёром Элио Петри как размышление на тему зависимости художника от коммерческого императива в ущерб свободе самовыражения, фильм содержит те черты, которые Петри, как мы полагаем, считал необходимыми для того, чтобы отличать работу от товара — она трудна, она предъявляет огромные требования к своей аудитории, она психологически насыщенна, неоднозначна в своих намерениях и глубоко тревожна… Сделанный незадолго до „Представления“ Николаса Роуга, фильм исследует многие общие с ним темы, а именно, темы индивидуальности и самовыражения, используя сходную разновидность магического реализма… Как портрет разрушенной психики — это очень сильное произведение. Оставаясь близким видению художника, фильм погружён в ужас и неопределенность с искажающимися перспективами и фрагментами фантазий и видений, впечатление от которых усиливает беспокойный саундтрек Эннио Морриконе. В качестве истории о приведениях в духе По, он менее вразумителен, хотя можно простить Петри за это, поскольку значительная часть истории передаётся через лихорадочное психическое состояние художника».